# Srećko Nedeljković
Srećko Nedeljković est un joueur d'échecs et un professeur de médecine yougoslave né le 4 décembre 1923 à Dragačevo et mort le 4 décembre 2011 à Belgrade. Il reçut le titre de maître international à sa création en 1950.

## Biographie
Srećko Nedeljković fit des études à la faculté de médecine de Belgrade. Diplômé en 1952, il travailla comme enseignant assistant avant de devenir professeur d'université en 1959. Il fut fondateur et directeur de l'institut des maladies cardiovasculaires et exerça comme chirurgien cardiaque. 
Sa femme, née en 1929, Verica Nedeljković, fut six fois championne de Yougoslavie et l'une des plus fortes joueuses en dehors de l'Union Soviétique.

## Palmarès
Srećko Nedeljković a remporté le championnat de Serbie amateur en 1947, Il fut 6e-7e du championnat d'échecs de Yougoslavie 1948-1949 et deuxième du championnat de Belgrade 1949. Il tut vainqueur de la demi-finale du championnat yougoslave de 1949-1950, 1951, 1953.
En mai 1950, il remporta le tournoi international de Belgrade devant Borislav Milić et Milan Matulović, le tournoi du club BUSK de Belgrade et le tournoi international de Vienne (devant Ernst Grünfeld). En 1952-1953, il finit deuxième du tournoi international de Vienne remporté par le champion américain Arthur Bisguier.

## Compétitions par équipe
Srećko Nedeljković a représenté la Yougoslavie lors de deux championnats d'Europe par équipe : en 1957 et 1961, remportant à chaque fois la médaille d'argent par équipe et une médaille d'argent individuelle.
Il fut capitaine de l'équipe de Yougoslavie lors des olympiades de 1956, 1966 et 1978, ainsi que lors du championnat d'Europe par équipe en 1980.